# Love (nhóm nhạc)
Love là một nhóm nhạc rock Hoa Kỳ hoạt động chủ yếu vào cuối thập niên 60 và đầu thập niên 70 với trưởng nhóm là ca sĩ/nhạc sĩ Arthur Lee, người viết hầu hết các ca khúc của nhóm (mặc dù nhiều ca khúc nổi tiếng do Bryan MacLean sáng tác). Là một trong những nhóm nhạc Mỹ đa chủng tộc đầu tiên, âm nhạc của Love chịu sự ảnh hưởng từ nhiều yếu tố khác nhau, bao gồm sự pha trộn giữa rock and roll, garage rock, folk và psychedelia. 
Trong khi đang tìm kiếm thành công trên các bảng xếp hạng âm nhạc, Love nhận được nhiều ưu ái từ giới phê bình như là một trong những nhóm nhạc rock hay nhất và quan trọng nhất trong thời đại của họ. Album thứ ba của họ, Forever Changes (1967) được đánh giá như một tuyệt phẩm. 

## Lịch sử

### 1963-1966
Trưởng nhóm Arthur Lee, sinh ra tại Memphis, Tennesse nhưng chuyển đến Los Angeles khi anh 5 tuổi, đã thực hiện những bản thu âm đầu tiên từ năm 1963 với nhóm nhạc của mình mang tên LAG’s and Lee’s American Four. Anh cũng sản xuất đĩa đơn “My Diary” cho Rosa Lee Brooks năm 1964 với phần guitar do Jimi Hendrix thực hiện. The Sons of Adam, nhóm nhạc gồm thành viên tương laicủa Love Michael Stuart cũng đã ghi âm một sáng tác của Lee mang tên “Feathered Fish”. Tuy nhiên, sau khi chứng kiến màn trình diễn của The Byrds, Lee đã quyết định thành lập một nhóm nhạc pha trộn những âm thanh folk rock của The Byrds với rhythm và blues theo phong cách cũ của mình. 
Ca sĩ, nhạc sĩ kiêm tay guitar Bryan MacLean, người mà Lee đã gặp khi anh còn là roadie (người phụ việc trong các tour diễn) của The Byrds đã gia nhập nhóm nhạc của Lee ngay trước khi họ đổi tên nhóm từ Grass Roots sang Love (do một nhóm nhạc cùng thời vừa phát hành đĩa đơn cũng mang tên The Grass Roots). MacLean đã chơi guitar cho các nhóm nhạc từ năm 1963. Frederick Loewe, một người quen đồng thời là thành viên của nhóm Lerner & Loewe đã nhận xét MacLean như một “thiên tài về giai điệu” từ khi 3 tuổi khi anh tập tọe chơi piano. Các thành viên tiếp theo gia nhập nhóm là tay guitar chính Johnny Echols - một cư dân khác của Memphis và tay trống Don Conka. Một thời gian ngắn sau, Conka được thay thế bởi Alban “Snoopy” Pfisterer. Tay bass đầu tiên, Johnny Fleckenstein rời nhóm để gia nhập Standells năm 1967 và được thay thế bởi Ken Forss.
Love bắt đầu trình diễn trong các câu lạc bộ tại Los Angeles vào tháng 4 năm 1965 và bắt đầu hấp dẫn người dân địa phương. Vào thời gian này, họ thực hiện một số tác phẩm với thời lượng kéo dài và thu hút sự chú ý từ các nhóm nhạc nổi tiếng đương thời như The Rolling Stones và The Yardbirds. Love sống trong một ngôi nhà chung mang tên “the Castle” và những hình ảnh cho 2 album đầu tiên của họ được thực hiện tại vườn của ngôi nhà này. 

### 1966-1968
Sau khi ký hợp đồng với hãng Elektra Recors, Love có một đĩa đơn ghi được dấu ấn năm 1966 mang tên “My Little Red Book”, ca khúc đã được Burt Bacharach và Hal David thu âm trước đó. Album đầu tiên mang tên Love phát hành tháng 3 năm 1966 tiêu thụ khá tốt, leo lên vị trí thứ 57 tại BXH Billboard 200.
Tháng 8 năm 1966, đĩa đơn “7 and 7 Is” với màn thể hiện guitar của Johnny Echols và chơi trống theo phong cách proto-punk của Pfisterer đã trở thành ca khúc có thứ hạng cao nhất trên Billboard Hot 100 của họ, đứng thứ 33. Hai thành viên gia nhập vào khoảng thời gian này, Tjay Cantrelli (tên thật John Barbieri) chơi bộ khí và Michael Stuart chơi trống. Pfisterer, thành viên vốn chưa bao giờ tự tin với khả năng trống của mình chuyển sang chơi phong cầm. 
Âm nhạc của Love đạt tới đỉnh cao trong 2 album tiếp theo, Da Capo và Forever Changers. Da Capo phát hành tháng 11 năm 1966 bao gồm “7 and 7 Is” cũng như đĩa đơn “She Comes in Colors” và “jQue Vida!” cùng “Orange Skies” của MacLean. Cantrelli và Pfisterer đã rời nhóm sau đó, để lại Love với chỉ 5 thành viên.
Forever Changes, phát hành tháng 11 năm 1967 bao gồm các ca khúc sử dụng guitar acoustic, đàn dây và kèn cor được thu âm trong giai đoạn nhóm bị phân rã vì sự căng thẳng ngày càng leo thang giữa Arthur Lee và Bryan MacLean, người luôn muốn có nhiều hơn các ca khúc của mình trong album. Love đã ghi âm album này chỉ trong 64 tiếng với việc sử dụng nhiều nghệ sĩ chuyên nghiệp khác, thậm chí thay thế cả các thành viên trong một vài ca khúc. Nhà văn Richard Meltzer trong cuốn sách The Asthetics of Rock đã bình luận giọng hát của Lee như sự “tái khẳng định Johnny Mathis”. 
Forever Changes bao gồm đĩa đơn duy nhất, ca khúc “Alone Again Or” do Bryan MacLean sáng tác, cùng “You Set the Scene” nhận được nhiều lời yêu cầu trên song phát thanh progressive rock. Love giành được nhiều sự quan tậm hơn tại Anh khi album leo lên vị trí 24 tại BXH, trong khi tại quê nhà, Forever Changes chỉ có thể đạt thứ hạng 154. Ngày nay, album thường xuyên được đánh giá như là một trong những album nhạc rock hay nhất mọi thời đại, đứng thứ 40 trong danh sách 500 album xuất sắc nhất mọi thời đại do Rolling Stones bình chọn, đồng thời được nhận giải thưởng danh dự tại Grammy và đưa vào Cục thu âm quốc gia. 

### 1968-2006
Sau một thời gian nghiện heroin, MacLean đã rời khỏi nhóm trong khi các thành viên còn lại bị Arthur Lee mời ra khỏi nhóm. MacLean sau đó xuất hiện với tư cách một nghệ sĩ cho dòng nhạc Cơ đốc giáo đương thời (Contemporary Christian). Echols và Forssi cũng có những trải nghiệm với ma túy và bắt đầu vắng mặt. Echols chuyển đến New York và trở thành một nhạc sĩ phòng thu bận rộn. Arthur Lee là thành viên duy nhất còn lại và anh tiếp tục chiêu mộ thêm các thành viên mới để duy trì hoạt động. 
Phiên bản tái lập của Love gồm Jay Donnellan và Gary Rowles chơi guitar, Frank Fayad chơi bass, George Suranovich chơi trống theo đuổi phong cách blue rock đối lập với sự áp đảo của folk rock và psychedelia trước đây. Love với các thành viên mới không bao giờ đặt được những thành công và sự ngưỡng mộ mà phiên bản gốc đạt được. Ba album mới được phát hành với các thể loại đa dạng: Four Sail (1969), Out Here (1969), và False Start (1970), trong đó False Start có sự tham gia của Jimi Hendrix. Một album khác cũng được thu âm vào năm 1971, nhưng thành phẩm chỉ được phát hành cho đến năm 2009 trong một album tổng hợp  mang tên Love Lost. Arthur Lee phát hành album cá nhân Vindicator năm 1972. Một album khác mang tên Black Beauty được ghi âm vào năm 1973 tuy nhiên hãng thu âm phá sản trước khi nó được phát hành. Album này sau đó được phát hành bởi hãng ghi âm High Moon năm 2012. Album Real to Real phát hành năm 1974 là album phòng thu chính thức cuối cùng của Love. Love chính thức dừng hoạt động vào những năm cuối thập niên 70 và các kế hoạch tái hợp vào những năm tiếp theo chưa bao giờ thành hiện thực. Sau nhiều năm vắng bóng, Lee trở lại với đĩa đơn “Girl on Fire” năm 1994. 
Sau 6 năm sống trong tù từ 1995 đến 2001 do sử dụng súng trái luật, Lee bắt đầu chơi những ca khúc kinh điển của Love tại các buổi hòa nhạc cùng các thành viên của nhóm Baby Lemonade. Những năm đầu thập niên 2000, Lee cùng Johnny Echols hợp tác trong tour diễn mang tên “Love with Arthur Lee and Johnny Echols”. Dự án này thực hiện các tour diễn trong vài năm, thường xuyên trình diễn các ca khúc trong album Forever Changes với các nhạc cụ dây và đàn cor. 
Ngày 5 tháng 1 năm 1998, Ken Forsi chết ở tuổi 54 do u não tại nhà riêng ở Flordia. Bryan MacLean chết tại Los Angeles do đau tim vào tuổi 52 ngày 25 tháng 12 cùng năm khi đang có một bữa tối cùng một người hâm mộ trẻ tuổi mong muốn nghiên cứu một cuốn sách về Love. Năm 2002, Michael Stuart (giờ được biết đến với tên Michael Stuart-Ware), tay trống trong album Da Capo và Forever Changes đã viết một cuốn sách tựa đề “Behind the Scenes on the Pegasus Carousel with the Legendary Rock Group Love”. Stuart-Ware và Johnny Echols trình diễn cùng Baby Lemonade tại Hollywood’s Whisky A Go-Go ngày 28 tháng 6 năm 2006 trong một buổi biểu diễn dành cho Arthur Lee. Anh đã bị chẩn đoán bệnh bạch cầu myeloid ác tính vào đầu thế kỷ. Lee chết ngày 3 tháng 8 năm 2006 tại nhà riêng tại Memphis, Tennessee ở tuổi 61.

### 2006-hiện tại
Năm 2009, phiên bản mới của Love gồm Johnny Echols, các thành viên của Baby Lemonade và Probyn Gregory của The Wondermints có một tour diễn tại Hoa Kỳ và Canada mang tên “Love Revisited”. Michael Stuart cũng tham gia tour diễn này trong năm 2009.
Album tổng hợp Love Lost bao gồm album chưa được phát hành năm 1971 và các ca khúc khác được thu âm trong giai đoạn blue rock đã được phát hành năm 2009 bởi Sundazed Music. Năm 2012, Black Beauty chính thức được phát hành với hãng ghi âm mới High Moon. Được sản xuất bởi Paul Rothchild, người đã làm việc với 5 album đầu tiên của The Doors, album mang âm hưởng R&B này là album đầu tiên của Love sau khi sa thải các thành viên cũ quay trở lại với phong cách truyền thống trong các album đầu tiên.

## Ảnh hưởng
So với những thành công giới hạn Love đạt được trong thời đại của mình, giới phê bình hiện tại có xu hướng yêu thích và coi trọng các sản phẩm của họ hơn. Album phát hành năm 1967 Forever Changes luôn được đánh giá cao và thường xuyên xuất hiện trong danh sách các album nhạc rock xuất sắc nhất mọi thời đại. Tầm ảnh hưởng của Love vượt quá ranh giới của psychedelia thập niên 60 tới cả các nhóm nhạc mang phong cách punk và post punk như Television Personalities và The Jesus and Mary Chain. Thành viên William Reid của nhóm nhạc này đã mặc một chiếc áo phông in hình Love trong MV Head On trích từ album Automactic. The Damned cover “Alone Again Or” trong album Anything và nhóm nhạc Thụy Điển The Hellacopters cũng ghi âm ca khúc “A House Is Not A Motel”.
Thành viên Led Zeppelin Robert Pant coi Forever Changes là một trong những album yêu thích nhất của anh. Jim Morrison trong cuốn tiểu sử cá nhân năm 1967 cũng đưa Love vào danh sách ban nhạc yêu thích của anh. Album tưởng nhó We’re All Normal and We Want Our Freedom - A Tribute to Arthur Lee and Love được phát hành tháng 7 năm 1994.

## Thành viên

### Thành viên hiện tại
- Johnny Echols – guitar chính (1965–1968, 2002–nay)
- Michael Stuart-Ware - trống (1966–1968, khách mời đặc biệt từ 2009-nay)
- Rusty Squeezebox - guitar, hát chính (1994–nay)
- Mike Randle - guitar (1994–nay)
- David "Daddy O" Green - trống (1994–nay)
- David Chapple - bass guitar (1996–nay)

### Thành viên trước đây
- Arthur Lee – sáng tác, hát chính, guitar, piano, percussion, harmonica (1965–1975, 1978, 1982, 1992–2006; mất 2006)
- Bryan MacLean – sáng tác, rhythm guitar, hát chính (1965–1968, 1978; mất 1998)
- Johnny "Fleck" Fleckenstein - bass guitar (1965–1966)
- Don Conka - trống (1965; mất 2004)
- Alban "Snoopy" Pfisterer - trống, organ, phong cầm (1965–1967)
- Ken Forssi – bass guitar (1966–1968; mất 1998)
- Tjay Cantrelli - bộ hơi (1966–1967)
- Frank Fayad - bass guitar, bè (1968–1970, 1982)
- George Suranovich - trống, bè (1968–1970, 1978, 1982; mất 1990)
- Jay Donnellan - guitar chính (1968–1969, 1982)
- Drachen Theaker - trống (1968–1969)
- Gary Rowles - guitar chính (1969–1970, 1982)
- Paul Martin - guitars (1969)
- Nooney Rickett - guitars (1969–1970)
- Probyn Gregory - chơi nhiều loại nhạc cụ (2009)

## Các album

### Album phòng thu
| Năm phát hành | Thông tin album | Vị trí cao nhất trên các bảng xếp hạng | Vị trí cao nhất trên các bảng xếp hạng |
| Năm phát hành | Thông tin album | UK                                     | US                                     |
| ------------- | --- | -------------------------------------- | -------------------------------------- |
| 1966          | Love - Phát hành: tháng 3 năm 1966 - Nhãn hiệu: Elektra Records - Định dạng CD, DL, LP                                    |                                        | 57                                     |
| 1966          | Da Capo - Phát hành: tháng 11 năm 1966 - Nhãn hiệu: Elektra Records - Định dạng: CD, Tải kĩ thuật số, LP                  |                                        | 80                                     |
| 1967          | Forever Changes - Phát hành: tháng 11 năm 1967 - Nhãn hiệu: Elektra Records - Định dạng: CD, Tải kĩ thuật số, CS, LP      | 24                                     | 154                                    |
| 1969          | Four Sail - Phát hành: tháng 9 năm 1969 - Nhãn hiệu: Elektra Records - Định dạng: CD, Tải kĩ thuật số, LP                 |                                        | 102                                    |
| 1969          | Out Here - Phát hành: tháng 12 năm 1969 - Nhãn hiệu: Blue Thumb /Harvest - Định dạng: CD, LP                              | 29                                     | 176                                    |
| 1970          | False Start - Phát hành: tháng 12 năm 1970 - Nhãn hiệu: Blue Thumb - Định dạng: CD, LP                                    |                                        | 184                                    |
| 1974          | Reel to Real - Phát hành: tháng 12 năm 1974 - Nhãn hiệu: RSO Records - Định dạng: LP                                      |                                        | -                                      |
| 1992          | Arthur Lee & Love - Phát hành: tháng 5 năm 1992 - Nhãn hiệu: New Rose - Định dạng: CS, CD, LP                             |                                        |                                        |
| 2009          | Love Lost - Phát hành: 2009 (thu âm năm 1971) - Nhãn hiệu: Sundazed (thu âm cho CBS) - Định dạng: CD, Tải kĩ thuật số, LP |                                        |                                        |
| 2012          | Black Beauty - Phát hành: 2012 (thu âm năm 1973) - Nhãn hiệu: High Moon - Định dạng: CD, Tải kĩ thuật số, LP              |                                        |                                        |

### Album trực tiếp
- 1980: Love Live - trực tiếp, hòa nhạc 1978
- 1982: Studio / Live -  đêm diễn thứ 2 tại một buổi hòa nhạc năm 1970
- 2003: The Forever Changes Concert
- 2003: Back on the Scene - biểu diễn tại My Place, Santa Monica năm 1991

### Album tổng hợp
- 1970: Love Revisited (phát hành qua Elektra)
- 1980: The Best of Love (phát hành qua Rhino, phiên bản mở rộng phát hành 2003)
- 1988: Out There (phát hành qua Ace/Big Beat)
- 1995: Love Story 1966-1972 (phát hành qua Rhino)
- 2006: Love: The Definitive Rock Collection

### Đĩa đơn
- Tháng 3 năm 1966: "My Little Red Book", mặt B: "A Message to Pretty"
- Tháng 7 năm 1966: "7 and 7 Is", mặt B: "No. Fourteen"
- Tháng 12 năm 1966: "She Comes in Colors", mặt B: "Orange Skies"
- Tháng 3 năm 1967: "¡Que Vida!", mặt B: "Hey Joe"
- Tháng 1 năm 1968: "Alone Again Or", mặt B: "A House is Not a Motel"
- Tháng 9 năm 1968: "Your Mind and We Belong Together", mặt B: "Laughing Stock"
- 1994: "Girl on Fire", mặt B: "Midnight Sun"
- 2004: "Love on Earth Must Be EP"